# Antropometr
Antropometr – przyrząd wykorzystywany do pomiarów ciała człowieka. Może być użyty do pomiaru wysokości ciała, długości tułowia oraz długości kończyn górnych i dolnych.
Wykonany jest z rury o długości około 2 metrów. Z jednej strony jest ona spłaszczona i zaopatrzona w podziałkę milimetrową. Po rurze poruszany jest suwak z iglicą, za pomocą którego ustawia się mierzoną wysokości. W okienku suwaka jest odczytywany wynik pomiaru.